# Saison 2 de Black Mirror
 (août 2025).
Si vous disposez d'ouvrages ou d'articles de référence ou si vous connaissez des sites web de qualité traitant du thème abordé ici, merci de compléter l'article en donnant les références utiles à sa vérifiabilité et en les liant à la section « Notes et références ».
Chronologie
Saison 1 de Black Mirror Saison 3 de Black Mirror
Cet article présente les épisodes de la deuxième saison de la série télévisée britannique Black Mirror.
Cette saison contient quatre épisodes.

## Saison 2 (2013)

### Épisode 1:Bientôt de retour
- Royaume-Uni : 11 février 2013 sur Channel 4
- France : 22 mai 2014 sur France 4

- Royaume-Uni : 2,01 millions de téléspectateurs (première diffusion)

- Hayley Atwell (VF : Ariane Aggiage) : Martha Powell
- Domhnall Gleeson (VF : Antoine Schoumsky) : Ash Starmer
- Claire Keelan (VF : Hélène Bizot) : Naomi
- Sinead Mathews (VF : Nathalie Spitzer) : Sarah
- Flora Nicholson (VF : Sophie Planet) : l'opératrice de l'échographie
- Glenn Hanning : un livreur
- Tim Delap : Simon
- Indira Ainger : la fille de Martha

Ash et Martha partent s'installer en pleine campagne, dans la belle maison où Ash a vécu avec ses parents. Ils arrivent le soir et se sentent bien fatigués. Le jeune homme et la jeune femme dînent rapidement, puis font brièvement l'amour. Le lendemain matin, Ash part rendre la camionnette qu'ils avaient louée pour transporter leurs affaires ; malheureusement, il meurt dans un accident de la route. Aux funérailles, Martha apprend par son amie Sara qu'il existe un service expérimental qui exploite les données enregistrées sur Internet par les personnes décédées pour simuler des relations entre morts et vivants, ce qui paraît-il aide beaucoup à surmonter un deuil. Martha, très éprouvée par la perte de son compagnon, refuse catégoriquement d'en savoir plus ; le soir venu, elle reçoit néanmoins sur son ordinateur un message de Sara, qui lui indique l'avoir abonnée au service, puis, un instant après, un court message signé Ash (« Yes it's me ») auquel elle ne donne pas suite.
Un matin, Martha découvre qu'elle est enceinte : à bout de nerfs, elle tente de contacter sa sœur, qui malheureusement n'entend pas la sonnerie de cet appel. Martha se tourne alors vers cet Ash virtuel, qui communique avec le même style que son petit ami. Bouleversée par l'impression de vérité qui se dégage des échanges, la jeune femme s'implique de plus en plus dans cette correspondance improbable : négligeant ses proches, qui ignorent tout et s'inquiètent, elle reste rivée à son téléphone portable pour alimenter l'intelligence artificielle en informations sur le vrai Ash et pour discuter avec l'avatar de son petit ami, qui affine ainsi progressivement son comportement pour ressembler le plus possible au disparu. Un jour, après une échographie, Martha laisse tomber le téléphone pendant qu'elle tentait d'envoyer la vidéo du fœtus à Ash ; Martha panique, elle ne retrouve son calme que lorsqu'elle renoue contact avec cet étrange interlocuteur perdu dans le nuage informatique.
Bizarrement conscient que cette panne temporaire a profondément marqué Martha, Ash propose de tester un service expérimental et onéreux. Martha hésite, puis accepte. Peu après, elle reçoit un colis extrêmement lourd que les livreurs montent dans la salle de bain. Ceux-ci partis, Martha ouvre le carton : il contient un corps synthétique informe qu'il faut laisser tremper dans un gel nutritif enrichi en électrolytes. Martha suit scrupuleusement le mode d'emploi et voit ainsi apparaître une copie conforme d'Ash. Malgré l'incroyable surprise que constitue le retour apparent de l'homme qu'elle aimait, Martha n'arrive pas à surmonter le malaise qu'elle éprouve en présence de cet être synthétique, qui se conforme exactement aux ordres qu'elle lui donne sans prendre d'initiative, qui ne mange ni ne dort ni ne respire, et qui peut modifier de façon surnaturelle certains détails physiques inadéquats (la copie d'Ash recrée ainsi un grain de beauté au niveau d'une clavicule quand il apprend que son modèle en possédait un à cet endroit). La cohabitation devient de plus en plus difficile : Martha finit par emmener le clone près d'une falaise et lui demande de sauter. Alors qu'il est sur le point de s'exécuter, Martha lui signale que le vrai Ash n'aurait jamais fait ça sans résister ; et donc le clone s'insurge et imite à la perfection le désespoir d'un condamné...

### Épisode 2:La Chasse
- Royaume-Uni : 18 février 2013 sur Channel 4
- France : 5 juin 2014 sur France 4

- Royaume-Uni : 1,69 million de téléspectateurs (première diffusion)

- Lenora Crichlow (VF : Agnès Manoury) : Victoria Skillane
- Michael Smiley (VF : Philippe Valmont) : Baxter
- Tuppence Middleton (VF : Hélène Bizot) : Jem
- Ian Bonar (VF : Gilduin Tissier) : Damien
- Elisabeth Hopper : la femme au couteau
- Nick Bartlett : l'homme au fer à souder
- Nick Ofield : Iain Rannoch
- Russell Barnett (VF : Jean-Marie Boyer) : un reporter
- Imani Jackman : la petite Jemina

Une jeune femme en survêtement grisâtre se réveille dans une chambre obscure : elle a un mal de crâne épouvantable et ne se souvient de rien, se demandant, paniquée, qui elle peut bien être ; des bandages aux poignets laissent supposer qu'elle a tenté de s'entailler les veines, et des pilules de somnifère jonchent le sol ; dans un coin, une télévision figée sur une étrange image blanche sur fond noir (ressemblant à ሰ) émet un pénible sifflement monotone. La jeune femme se lève avec peine et, après avoir ouvert les rideaux, découvre un quartier désert plombé par un ciel maussade. Elle explore ensuite la maison dans laquelle elle se trouve, sans rien découvrir d'autre qu'un calendrier où les dix-sept premiers jours d'octobre sont cochés et, superposé à une photographie qui la représente en compagnie d'un jeune homme, un portrait de fillette glissé dans un cadre. Cette image provoque un premier flashback, qui secoue violemment la jeune femme. Comme il n'y a aucun autre indice, elle sort.
Parcourant ce quartier résidentiel qui paraissait inhabité, la jeune femme aperçoit des silhouettes aux fenêtres et des personnes qui se cachent derrière des palissades. Mais tous ces hommes, ces femmes, et ces enfants se dérobent à son approche, et tous restent rivés à leurs smartphones, qu'ils brandissent vers elle sans même tenter de communiquer. Un peu plus tard, elle remarque une voiture bleue qui avance lentement sur la chaussée. Le véhicule s'arrête à quelques dizaines de mètres d'elle. Le conducteur sort et l'observe ; il porte une cagoule marquée d'un logo identique à celui déjà affiché par la télévision. L'homme se dirige tranquillement vers le coffre et en sort un fusil de chasse, qu'il pointe sur la jeune femme qui s'enfuit en courant.
La jeune femme se réfugie dans la boutique d'une station-service, et s'y enferme avec un homme et une femme. L'homme au fusil se met à fracasser la vitrine de l'entrée principale encouragé par des spectateurs jouissant visiblement des violences qui se succèdent. Les deux femmes se sauvent par une porte arrière, tandis que l'homme se bat contre le chasseur. Elles voient l'homme sortir de la station et s'écrouler. L'homme au fusil continue à les poursuivre et il est rejoint par deux autres personnes menaçantes. Elles fuient, et, après plusieurs émotions fortes, se dissimulent dans une maison déserte. La femme rencontrée à la station résume la situation : les gens sont hypnotisés par leurs écrans depuis que ces derniers diffusent un signal d'origine inconnue ; certains profitent de cette situation pour terroriser les rares personnes immunisées au signal ; la seule solution pour en réchapper consiste à sortir de la zone d'influence des émetteurs en allant neutraliser le relais isolé de Whitebear. Mais ce répit ne dure qu'un instant et les deux femmes traquées doivent repartir.
La situation paraît désespérée quand elles rencontrent un conducteur de fourgonnette, ce qui leur permet de distancer enfin leurs poursuivants. Hélas, l'homme profite d'une pause en forêt pour leur faire une bien mauvaise surprise : lui aussi les pourchasse. Il emmène la femme amnésique à un endroit de la forêt où sont attachés des suppliciés, et se prépare à la torturer avec une perceuse après l'avoir attachée à un tronc d'arbre. Après quelques péripéties terrifiantes, les deux jeunes femmes volent la camionnette et foncent vers l'émetteur, qu'elles atteignent en pleine nuit. Elles se faufilent à l'intérieur et sabotent l'installation, quand quelques individus grotesquement masqués les attaquent. La femme amnésique parvient à s'emparer d'un fusil et appuie sur la détente, mais l'arme ne crache qu'une salve de confettis. Stupéfaite, elle demeure inerte quand les personnages masqués et la femme rencontrée à la station, qui révèle dès lors son double jeu, l'attachent à une chaise qu'ils font ensuite pivoter vers une rampe de projecteurs éblouissants. Des applaudissements éclatent. Effarée, la malheureuse ligotée sur son siège voit alors ceux avec qui elle a interagi saluer un public enthousiaste...

### Épisode 3:Le Show de Waldo
- Royaume-Uni : 25 février 2013 sur Channel 4
- France : 29 mai 2014 sur France 4

- Royaume-Uni : 1,28 million de téléspectateurs (première diffusion)

- Daniel Rigby (VF : Emmanuel Gradi) : James Salter, dit Jamie / Waldo
- Chloe Pirrie (VF : Stéphanie Lafforgue) : Gwendolyn Harris
- Tobias Menzies (VF : Jean-Marie Boyer) : Liam Monroe
- Jason Flemyng (VF : Jérôme Keen) : Jack Napier
- Christina Chong (VF : Céline Melloul) : Tamsin

Jamie Salter est un comédien spécialisé en capture de mouvement qui anime un ours bleu en images de synthèse surnommé Waldo. Durant une fausse émission télévisée pour enfants, Waldo ridiculise Liam Monroe, un représentant du Parti conservateur britannique. Ces impertinences rencontrant le succès, les producteurs de l'émission décident de lancer Waldo dans l'arène politique avec le mot d'ordre « Votez Waldo ». Jamie se montre très réticent, mais son supérieur, Jack Napier, le convainc d'accepter. L'équipe de production enferme donc Jamie dans une camionnette munie d'un écran géant et Waldo s’insère dans la campagne électorale en cours.
L'équipe se porte à la rencontre de Liam Monroe, alors en visite auprès de mères accompagnées de leurs enfants, et Waldo le ridiculise une fois encore, tout en se gagnant la sympathie des passants. Le soir, à l'hôtel, Jamie rencontre Gwendolyn Harris, la candidate du Parti travailliste opposée à Monroe. Les deux jeunes gens s'apprivoisent et finissent par passer la nuit ensemble. Mais, dès le lendemain, sur demande de son collègue du parti, Gwendolyn se résout à ne plus répondre aux sollicitations de l'acteur.
Lors d'un débat réunissant Liam Monroe, Gwendolyn Harris et Waldo, le représentant du Parti conservateur révèle l'identité de Jamie, puis l'humilie en se moquant de son curriculum et de son incapacité à dépasser le stade des obscénités. Après un silence, Jamie explose : s'il admet que son personnage est virtuel, il déclare que les politiques sont des personnalités plus fausses encore ; il attaque ensuite Gwendolyn, en indiquant qu'elle ne profite de cette campagne que pour doper sa future carrière. Et cette diatribe virulente transforme Waldo en phénomène politique...
Une nuit, Jamie Salter et Jack Napier rencontrent Jeff Carter, qui se présente comme un représentant de « l'Agence » à Washington et qui leur explique que Waldo doit devenir une image internationale de l'opposition politique : Carter voit en Waldo « l'assassin parfait », capable de véhiculer n'importe quel message grâce à l'équipe qui travaillerait avec lui, contrant ses adversaires par des statistiques tirées de Google ou répétant ce que dit la majorité grâce aux opinions repérées sur Twitter. Et quand Jamie, toujours plus réticent vis-à-vis de toute cette politique spectacle, dit que Waldo ne sera pas capable de gagner, Jeff Carter éclate de rire et déclare que « bien sûr, il ne gagnera pas ».
Jamie se sent désemparé : quand il s'excuse envers Gwendolyn, celle-ci l'accuse d'avoir ruiné ses ambitions ; quand il décide de tout abandonner, Jack Napier le force à prolonger cette comédie. Alors, pendant l'un des derniers meetings par écran interposé, Jamie intime aux gens de ne pas voter pour lui, car Waldo est une imposture. Devant l'incrédulité des badauds, Jamie descend de la camionnette pour révéler qui contrôle l'ours animé ; mais Napier s'installe aux commandes de Waldo et promet une récompense à celui qui fera taire Jamie ; un homme se rue sur le comédien et le roue de coups. Jamie se réveille à l'hôpital ; la télévision diffuse les résultats du scrutin : Liam Monroe est premier, Waldo deuxième, Gwendolyn Harris troisième, et le candidat libéral-démocrate quatrième.